# Жернов
Жернов (болг. Жернов) — село в Болгарии. Находится в Плевенской области, входит в общину Никопол. Население составляет 109 человек.

## Политическая ситуация
Жернов подчиняется непосредственно общине и не имеет своего кмета, управляется кметским наместником назначаемым правлением общины Никопол.